# Ingrid Wullenweber

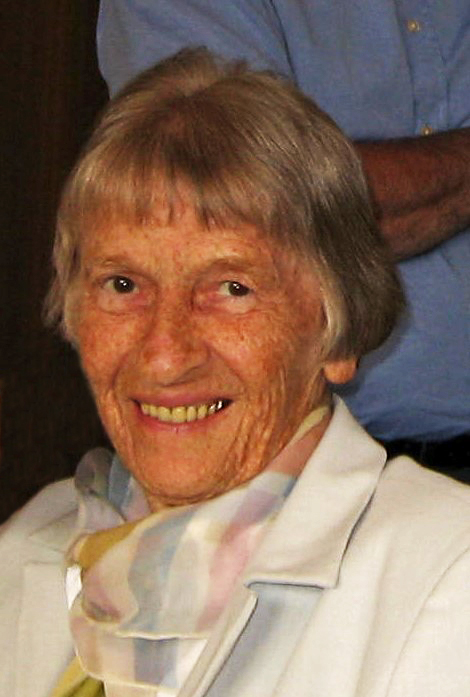
Ingrid Wullenweber (2009)

Ingrid Wullenweber (* 4. Juni 1919 in Hamburg; † 23. Oktober 2009 in Hamburg) war eine deutsche Malerin und Gebrauchsgrafikerin.

## Leben und Werk
Ingrid Wullenweber wuchs in Blankenese auf, später zog die Familie in die Königstraße in Altona, wo sie im Zweiten Weltkrieg ausgebombt wurde. Bereits 1940 gestaltete Wullenweber das Theaterplakat zu Peterchens Mondfahrt für das Staatliche Schauspielhaus Hamburg. Ihre Ausbildung erhielt sie ab 1946 an der Kunstschule Alsterdamm (heute Ballindamm), die im selben Jahr von Gerd F. Setzke gegründet worden war. Sie gehörte zum ersten Ausbildungsjahrgang.
1946 wurde ihre Malerei in Hamburg ausgestellt. Sie war befreundet mit Horst Janssen und dem Bildhauer Franz Reckert und war Mitglied im Berufsverband bildender Künstler.
Ab 1948 war sie vorrangig als Gebrauchsgrafikerin aktiv, vor allem im Bereich der Produktwerbung. Sie war bei der GEG (Großeinkaufs-Gesellschaft deutscher Konsumgenossenschaften m.b.H., Hamburg) angestellt, später bei der Werbeagentur Stöckmann & Büsche – Agentur für Industrie- und Gemeinschaftswerbung. Nach Übernahme der Firma durch die britische Agentur Erwin Wasey war Wullenweber weiterhin als freie Mitarbeiterin tätig. Zu ihren Auftraggebern gehörten Langnese, Valvo, Gilde, Heitmann und viele weitere.
Der gebrauchsgrafische Nachlass von Ingrid Wullenweber befindet sich im Museum für Kunst und Gewerbe Hamburg. Darin enthalten sind Entwürfe für Verpackungen (u. a. für Schokoladen, Bonbons, Milch, Käse, Suppen, Kerzen, Strumpfhosen), Etiketten und Prospekte.

## Ausstellungen
- 1946: Hamburger Malerinnen. Kunsthandlung Wilhelm Tebje Hamburg
- 2023: The F*word – Guerrilla Girls und feministisches Grafikdesign. Museum für Kunst und Gewerbe Hamburg
- 2023: Wiki Women – Wissen gemeinsam ergänzen. Museum für Kunst und Gewerbe Hamburg